# Ingrid De Vos
Ingrid De Vos, née à Gand le 30 décembre 1954, est une actrice belge de théâtre et de télévision et une réalisatrice de télévision.

## Biographie
Ingrid De Vos est née à Gand le 30 décembre 1954. La famille s'installe à Zeebruges et elle suit des cours de théâtre au conservatoire de Bruges. Elle étudie l'archéologie et l'anthropologie, puis suit une formation en art dramatique à Anvers au Studio Herman Teirlinck où elle suit notamment les cours de François Beukelaers et Lea Daan et obtient son diplôme en 1976.
Passionnée par les cultures anciennes, la photographie et les voyages, elle réalise une série documentaire de voyage, Vossenstreken, de 1991 à 1996 dans lequel elle fait le tour du monde en cinq ans. Mais la société de production fait faillite et elle traverse une période financière difficile.
Elle participe aux débuts du Théâtre Malpertuis (nl). Elle y joue notamment De moed om te doden de Lars Norén en 1985, mis en scène par Karst Woudstra (nl). Elle reste membre de son conseil d'administration et réalise un film documentaire 50 jaar Malpertuis' à l'occasion des cinquante ans du théâtre.
Elle débute à la télévision en 1977 dans la série comique Slisse & Cesar (nl) dans laquelle elle interprète le rôle de Tinneke. En 1984, joue dans une série de la Radio-télévision flamande, De burgemeester van Veurne, une adaptation du roman Le Bourgmestre de Furnes de Georges Simenon.
Ingrid De Vos interprète des rôles dans les films Gaston en Leo in Hong Kong (nl) de Paul Cammermans, Brussels by Night de Marc Didden, Istanbul (nl) de Marc Didden, Springen de Jean-Pierre De Decker, Pauline et Paulette de Lieven Debrauwer, Le Traitement de Hans Herbots, Kampioen zijn blijft plezant de Eric Wirix (nl), Le Ciel flamand et dans de nombreuses séries télévisées.
Après avoir cessé le théâtre en 1991, elle remonte sur les planches en 2009 avec Bob De Moor (nl) et Dirk Buysse dans Achiel De Baere, une production de Toneelgroep Ceremonia basée sur un scénario et réalisé par Eric De Volder (nl). En 2017, elle joue avec le Théâtre Malpertuis dans Herfstsonate d'après le film Sonate d'automne d'Ingmar Bergmann, mis en scène par Piet Arfeuille. Elle joue dans la production Amnes(t)ie mise en scène par Chokri Ben Chikha (nl) et Tom Dupont et, en 2022, dans Het geheugen van water de Shelagh Stephenson (en) mis en scène par Paul Ooghe.
Elle publie le livre De mystieke kracht als reisgezel sur certaines de ses expériences de voyage.
Elle se présente aux élections communales de 2006 à Ruiselede, puis à nouveau en 2012 sur la liste Durven.

## Filmographie partielle
- 1982 : Toute une nuit de Chantal Akerman
- 1983 : Brussels by Night de Marc Didden
- 1984 : De burgemeester van Veurne de Dré Poppe : la fille démente Emilia Terlinck (téléfilm)
- 1985 : Istanbul de Marc Didden
- 1986 : Springen de Jean-Pierre De Decker
- 1988 : Gaston en Leo in Hong Kong (nl) de Paul Cammermans
- 2000 : Misstoestanden (nl) de Robert Merhottein
- 2001 : Olivetti 82 (nl) de Eriek Verpale
- 2001 : Pauline et Paulette de Lieven Debrauwer
- 2004 : Confituur (nl) de Lieven Debrauwer
- 2012 : Weekend aan zee (nl) d'Ilse Somers (nl)
- 2013 : Kampioen zijn blijft plezant  de Eric Wirix (nl)
- 2014 : Le Traitement de Hans Herbots
- 2016 : Le Ciel flamand de Peter Monsaert